# 애틀랜틱 작전
애틀랜틱 작전(영어: Operation Atlantic)은 1944년 7월 18일부터 7월 20일까지 캐나다군이 독일군에 맞서 노르망디 지역에서 수행한 작전이다. 이 작전은 영국군의 굿우드 작전과 동시에 진행되었고, 노르망디 지역의 주요 도시인 캉과 그 주변을 포위하기 위해 계획되었다. 작전은 초기에 성공적이었지만, 베리에르 능선에서 독일군이 완강하게 저항하면서 남쪽으로 진격한 캐나다 부대는 큰 피해를 입었다. 버나드 몽고메리 장군은 베리에르 능선 점령 실패로 1944년 7월 22일 코브라 작전과 동시에 진행되는 다른 저지 작전을 계획하게 되었다.

## 배경
노르망디의 주요 도시인 캉은  노르망디 상륙일에 영국 중장 존 크로커의 제1군단과 그 예하 영국 제3보병사단에 할당된 가장 중요한 목표였다. 이 부대는 1944년 6월 6일 소드 해변에 상륙했다. 오버로드 작전 계획은 영국 제2군이 캉을 확보하고 코몽에서 캉 남동쪽까지 방어선을 형성하여 비행장을 위한 부지를 확보하고, 중장 오마르 N. 브래들리 지휘하의 미국 제1군이 셰르부르로 진격할 때 좌익을 보호하는 것을 목표로 했다. 캉과 그 주변을 점령하면 제2군은 남쪽으로 공격하여 팔레즈를 점령할 발판을 얻게 되며, 팔레즈는 다시 아르장탕과 투크강으로 진격하기 위한 축으로 작용할 것이다. 캉과 비몽 사이의 지형은 개방되어 있고 건조하여 신속한 공세 작전에 유리했다. 연합군은 전차와 기동 부대에서 독일군보다 훨씬 우위에 있었으므로 기동전은 그들에게 유리했다.
노르망디 상륙일에 제3사단은 캉을 전력으로 공격할 수 없었고 도시 북쪽에서 저지되었다. 독일군의 저항이 강화되면서 후속 공격도 실패했다. I군단과 XXX군단의 협공인 퍼치 작전은 6월 7일에 시작되었으며, 캉을 동쪽과 서쪽에서 포위할 의도였다. 오른 교두보에서 남쪽으로 진격하던 I군단은 제21기갑사단에 의해 저지되었고, XXX군단의 공격은 틸리쉬르슐 전면에서 판처-레어 사단의 강력한 저항으로 교착 상태에 빠졌다. 판처-레어 사단을 철수시키거나 항복시키고 작전의 유동성을 유지하기 위해 영국 제7기갑사단은 최근 독일 전선에 생긴 틈을 뚫고 빌레르보카쥬 마을을 점령했다. 이로 인해 하루 종일 이어진 빌레르보카쥬 전투에서 영국 제7기갑사단 선봉대가 마을에서 철수했지만, 6월 17일까지 판처-레어 사단은 후퇴했고 XXX군단은 틸리쉬르슐을 점령했다. 추가 공격 작전은 6월 19일에 심각한 폭풍이 영국 해협을 3일 동안 강타하여 연합군 증강을 지연시키면서 연기되었다.
6월 26일 영국군은 리처드 오코너 중장이 이끄는 VIII군단이 캉 방어선을 우회하기 위해 도시 서쪽의 오돈강을 건너 동쪽으로 우회하는 앱섬 작전을 개시했다. 이 공격에 앞서 마틀렛 작전이 진행되어 VIII군단의 우익 고지를 점령하여 진격로를 확보했다. 독일군은 공세를 저지하는 데 성공했지만, 노르망디에 새로 도착한 두 개 기갑사단을 포함한 모든 기갑 부대를 투입해야 했고, 이로 인해 바이외 주변의 영국 및 미국 진지에 대한 계획된 공세를 취소해야 했다. 며칠 후 제2군은 캉에 대한 새로운 공세인 차른우드 작전을 개시했다. 차른우드 작전에는 원래 앱섬 작전의 일부로 계획되었던 카르피케에 대한 공격이 포함되었는데, 당시에는 오타와 작전으로 불렸으나 이제는 윈저 작전으로 명명되었다. 7월 8일~9일 전면 공격으로 도시 북부가 점령되었다. 독일군은 여전히 오른강 남쪽의 도시 일부를 점령하고 있었으며, 포병 관측병에게 유리한 지점인 콜롬벨 철강 공장도 포함되었다.

## 계획
7월 10일, 노르망디의 모든 연합 지상군 사령관인 버나드 몽고메리 장군은 영국 제2군 및 미국 제1군 사령관인 마일스 뎀프시 중장과 오마 브래들리 중장과 그의 본부에서 회의를 열어 차른우드 작전의 종료와 제1군의 초기 돌파 공격 실패에 따른 제21집단군의 다음 공격에 대해 논의했다. 몽고메리는 7월 18일에 제1군이 개시할 주요 돌파 시도인 코브라 작전을 승인하고, 뎀프시에게 "계속 공격하여, 독일군의 병력, 특히 기갑 부대를 당신에게 끌어들여 브래들리(Bradley)가 진격하기 쉽게 하라"고 명령했다.
굿우드 작전의 상세 계획은 7월 14일 금요일에 시작되었다. 7월 15일, 몽고메리는 뎀프시에게 작전의 규모를 축소하는 서면 명령을 내렸다. 이 새로운 명령으로 작전은 "깊은 돌파 작전에서 제한된 공격"으로 변경되었다. 작전의 의도는 이제 "독일 기갑 부대와 교전하여 독일군에게 더 이상 가치가 없을 정도로 '격파'하는 것"과 제2군의 위치를 개선하는 것이었다. 명령은 "동부 전선에서의 승리는 서부 전선에서 우리가 원하는 것을 얻는 데 도움이 될 것"이라고 명시했지만, 제2군의 위치를 위태롭게 해서는 안 된다고 경고했는데, 이는 미군 작전의 성공에 필요한 "확고한 거점"이기 때문이었다. 제2캐나다군단의 목표가 이제는 필수적이며, 그 완료 후에야 제8군단이 "상황이 요구하는 대로 '움직일' 자유를 얻을 것"이라고 강조되었다.
가이 시먼즈 중장의 제2캐나다군단은 제8군단의 서부 측면에서 콜롱벨과 오른강 남쪽의 캉 잔여 부분을 해방하기 위한 '대서양 작전'이라는 코드명의 공격을 개시할 예정이었다. 이 지역들을 점령한 후, 군단은 베리에르 능선을 점령할 준비를 해야 했다. 대서양-굿우드 작전은 코브라 작전의 계획된 시작 이틀 전인 7월 18일에 시작될 예정이었다.

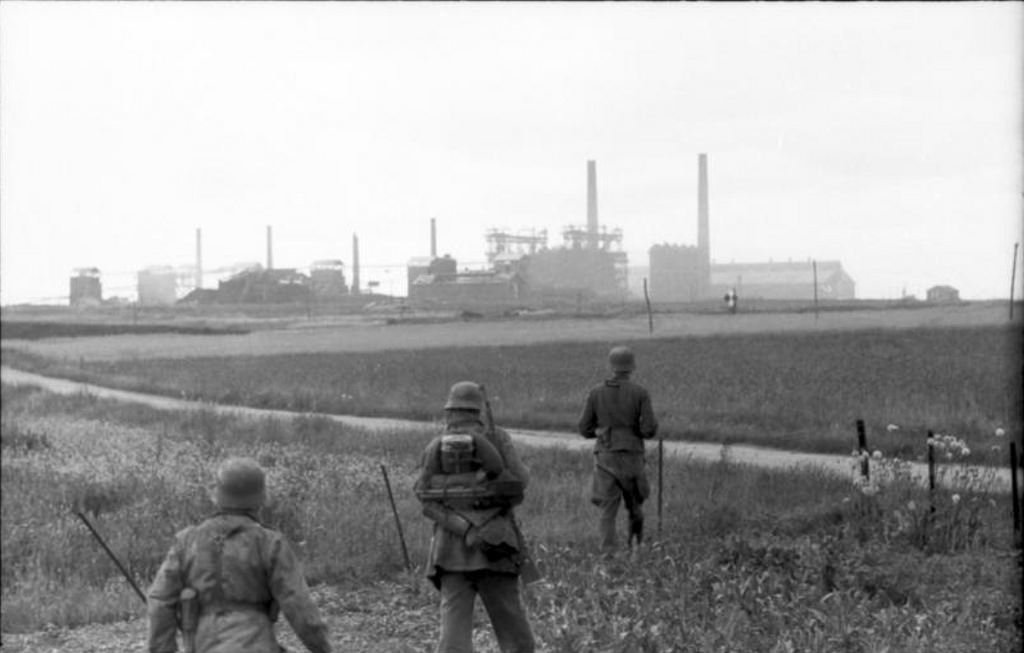
독일군 순찰대가 콜롱벨 공장 지역으로 이동하고 있다.

대서양 작전 준비는 제2캐나다군단 사령관으로서 첫 임무를 맡은 시먼즈 장군에게 위임되었다. 그는 작전을 양면 공격으로 계획했으며, 제2캐나다보병사단과 제3캐나다보병사단이 보셀, 콜롱벨, 그리고 오른강 반대편 강둑을 점령하는 데 의존했다. 7월 18일 아침, 로드 켈러 장군의 제3사단은 콜롱벨 근처에서 오른강을 건넌 후 국도 158번을 따라 남쪽으로 진격할 예정이었다. 제3사단은 코르멜을 점령하기 위해 이동할 것이었다. 찰스 파울크스 장군의 지휘 아래 있는 제2사단은 캉에서 남동쪽으로 공격하여 오른강을 건너 보셀 외곽을 점령할 것이었다. 그들은 그 후 코르멜을 출발점으로 삼아 3마일 남쪽에 있는 베리에르 능선 근처의 고지대를 공격할 것이었다.

## 전투
7월 18일 아침, 강력한 공중 지원 하에 캐나다 제3보병사단의 선도 부대들은 콜롱벨(Colombelles)과 포부르-드-보셀(Faubourg-de-Vaucelles)—오른 강(Orne River) 남쪽에 위치한 일련의 산업 교외 지역—을 점령하는 데 성공했다. 오후 중반까지 블랙 워치(Black Watch) 연대의 두 중대가 오른 강을 도하했으며, 'A' 중대는 20명 미만의 전사자를 내고 진격했다. 제5여단의 추가 대대들도 생탕드레쉬르오른(Saint-André-sur-Orne)까지 남쪽으로 밀고 나갔다. 오른 강 동쪽 기슭이 확보되자, 캐나다 제4 및 제6보병여단은 베리에르 고지(Verrières Ridge) 공격을 위한 진지에 배치되었다.
독일 국방군 최고사령부(OKW)는 이 고지의 전략적 중요성을 간과하지 않았다. 고지는 최고 지점도 고작 90 ft (27 m) 높이에 불과했지만, 캉(Caen)에서 팔레즈(Falaise)로 이어지는 도로를 내려다볼 수 있으며 연합군의 남진을 막고 있었다. 제1SS기갑군단(제프 디트리히 지휘)과 제1SS기갑사단 경호친위대 아돌프 히틀러(Leibstandarte SS Adolf Hitler)의 일부 부대가 이 지역을 방어하고 있었고, 이들은 충분한 화력, 네벨베르퍼(nebelwerfer), 전차들로 무장하고 있었다.
7월 20일 새벽, 캐나다 퀸스 오운 캐머런 하이랜더스(Queen's Own Cameron Highlanders) 부대가 제2사단 소속 사우스 서스캐처원 연대(South Saskatchewan Regiment)를 지원하며 생탕드레쉬르오른에 진입해 진지를 확보했으나, 곧 독일 보병과 전차의 집중 공격에 갇혀 움직일 수 없게 되었다. 동시에 벌어진 사우스 서스캐처원 연대의 베리에르 고지 정면 돌격은 폭우로 인해 항공 지원이 불가능해지고 지형이 진흙탕으로 변하면서 전차 기동이 어려워져 무너지고 말았다. 이후 두 개의 판저사단이 반격에 나서 사우스 서스캐처원 연대를 출발선 너머까지 밀어냈으며, 그들을 지원하던 에식스 스코티시 연대(Essex Scottish Regiment)에도 충돌해 300명 이상의 전사자를 내게 했다. 한편 동쪽에서는 제1SS기갑군단의 나머지 병력이 굿우드 작전에 투입된 영국군과 함께 이 전역 최대의 전차전을 벌이고 있었다. 하루가 끝날 무렵, 사우스 서스캐처원 연대는 282명의 사상자를 냈으며, 고지는 여전히 독일군이 장악하고 있었다.
시먼즈 장군은 고지를 반드시 점령하겠다는 의지를 굽히지 않았다. 그는 블랙 워치와 캘거리 하이랜더스(Calgary Highlanders) 두 개 대대를 추가로 투입하여 상황을 안정시키려 했으며, 7월 21일 양 부대의 소규모 반격으로 디트리히의 기갑부대 진출을 저지하는 데 성공했다. 작전이 종료될 때까지 캐나다군은 고지 여러 지점에 거점을 확보하였고, 그중에는 67고지도 포함되어 있었다. 그럼에도 독일군 4개 사단은 여전히 고지를 장악하고 있었다. 전체적으로, 베리에르 능선 전투에서 연합군은 1,300명 이상의 사상자를 냈다.

## 여파
오른강 남쪽의 캉은 점령되었지만, 베리에르 능선 점령에 실패하자 몽고메리는 7월 22일 며칠 내에 코브라 작전과 연계하여 "저지 공격"이 될 또 다른 공세를 지시했다. 그 결과, 가이 시먼즈 중장은 스프링 작전 계획을 세웠다. 같은 시기에 벌어진 베리에르 능선 전투는 7월 26일 말까지 2,600명 이상의 캐나다군 사상자를 냈다.
캐나다의 공식 역사가 C. P. 스테이시는 캐나다군의 모든 병과에서 총 1,965명의 사상자가 발생했으며, 이 중 441명이 전사하거나 부상으로 사망했다고 기록했다. 코프(Copp)는 애틀랜틱 작전에서 1,349명에서 1,965명의 캐나다군 사상자가 발생했으며, 대부분이 제4캐나다보병여단과 제6캐나다보병여단 소속이라고 기록했다.

## 참고

### 인용
1. ↑  Williams, p. 24
2. 1 2  Ellis, p. 171
3. ↑  Wilmot, p. 273
4. ↑  Buckley, p. 23
5. ↑  Ellis, p. 78
6. ↑  Ellis, p. 81
7. ↑  Van-Der-Vat, p. 146
8. ↑  Wilmot, pp. 284–286
9. 1 2  Forty, p. 36
10. ↑  Ellis, pp. 247–250
11. ↑  Ellis, p. 254
12. ↑  Taylor, p. 10
13. ↑  Forty, p. 97
14. ↑  Taylor, p. 76
15. ↑  Williams, p. 114
16. ↑  Clark, pp. 31–32
17. ↑  Clark, pp. 32–33
18. ↑  Clark, p. 21
19. ↑  Hart, p. 108
20. ↑  Reynolds (2002), p. 13
21. ↑  Wilmot, p. 334
22. 1 2  Williams, p. 131
23. 1 2  Stacey, p. 150
24. ↑  Jackson, p. 60
25. 1 2  Trew, p. 49
26. ↑  Williams, p. 175
27. ↑  Jackson, p. 79
28. ↑  Trew, p. 66
29. ↑  Ellis, pp. 330–331
30. 1 2  Ellis, p. 331
31. ↑  Stacey, p. 169
32. ↑  Stacey, pp. 170–171
33. ↑  Williams, p. 161
34. 1 2 3  Bercuson, p. 222
35. ↑  Roy, p. 68
36. ↑  Copp, The Approach to Verrières Ridge
37. 1 2  Copp, Approach to Verrières Ridge
38. ↑  Jarymowycz, Pg. 3
39. ↑  Bercuson, p. 220
40. 1 2  Zuehlke, Pg. 166
41. ↑  Bercuson, p. 223
42. ↑  Copp, Approach to Verrières Ridge p.
43. 1 2  Zuehlke, Pg. 166
44. 1 2  Stacey, p. 176
45. ↑  Copp, p. 5

### 참고 자료
- Bercuson, D. (2004) [1996]. 《Maple leaf Against the Axis》. Markham Ontario: Red Deer Press. ISBN 978-0-88995-305-5.
- Copp, T. (1992). 《Fifth Brigade at Verrières Ridge》. 《Canadian Military History》 1. 45–63쪽. ISSN 1195-8472. 2014년 5월 17일에 확인함.
- Copp, T. (1999). 《The Toll of Verrières Ridge》. 《Legion Magazine》 (Ottawa: Canvet Publications). ISSN 1209-4331. 2014년 5월 18일에 원본 문서에서 보존된 문서. 2014년 5월 17일에 확인함.
- Jarymowycz, R. (2001). 《Tank Tactics, from Normandy to Lorraine》. Lynne Rienner. ISBN 1-55587-950-0.
- Jarymowycz, R. 《Der Gegenangriff vor Verrières: German Counter-attacks during Operation "Spring", 25–26 July 1944》. 《Canadian Military History》 (PDF) 2 (Waterloo Ontario: Laurier Centre for Military Strategic and Disarmament Studies). ISSN 1195-8472. 2014년 6월 21일에 확인함.
- Scislowski, S. (1999). “Verrières Ridge: A Canadian Sacrifice”. 《Maple Leaf Up》. 2007년 6월 20일에 확인함.
- van-der-Vat, D. (2004). 《D-Day, the Greatest Invasion, a People's History》. London: Bloomsbury. ISBN 1-58234-314-4.
- Zuehlke, M. (2001). 《The Canadian Military Atlas》. Toronto: Stoddart. ISBN 0-7737-3289-6.

## 추가 자료
- Stacey, C. P.; Bond, Major C. C. J. (1960). 《The Victory Campaign: The operations in North-West Europe 1944–1945》 (PDF). Official History of the Canadian Army in the Second World War III. The Queen's Printer and Controller of Stationery Ottawa. OCLC 606015967. 2008년 9월 12일에 원본 문서 (PDF)에서 보존된 문서. 2008년 8월 20일에 확인함.